# كاش بلوس
كاش بلوس هي مؤسسة مالية مغربية، تأسست سنة 2004، وتوفر لزبنائها أداء الفواتير والضرائب وتحويل الأموال، وهي مصادق عليها من طرف بنك المغرب، وتقدم مجموعة كاملة من الخدمات المالية وخدمات القرب. وتتوفر كاش بلوس على 2200 وكالة في المغرب.

## تاريخ
2004: تأسست الشركة تحت اسم رامابار وإفتتحت وكالتها الأولى ذات خدمة واحدة محددة في ويسترن يونيون.
2012: قامت الشركة بتغيير إسمها من رامابار إلى كاش بلوس، وفي نفس السنة، أطلقت الشركة خدمة تحويل الأمول على الصعيد الوطني.
2015: إستحوذت كاش بلوس على شركة أوروصول المتخصصة في تحويل الأموال، وبالتالي أصبحت كاش بلوس ثاني أكبر شركة لتحويل الأموال في المغرب.
2016: أطلقت كاش بلوس خدمة الإرسال عبر الإنترنت.
2017: أطلقت كاش بلوس خدمة أداء الفواتير والضرائب.